# Доріфора сассафрас
Доріфора сассафрас (Doryphora sassafras) — квіткові рослини, вид роду Доріфора (Doryphora) родини Атероспермові (Atherospermataceae).
Представники виду виростають у Новому Південному Уельсі.

## Ботанічний опис
Листя супротивне, ланцетно-довгасте, зубчасте.
Квітки двостатеві; листочків оцвітини 6, розташованих у 2 ряди. Тичинок 6, що протистоять листочкам оцвітини, з короткими крилоподібними нитками і шиловидно витягнутим кінцем зв'язка, пильовики розкриваються клапанами; стамінодіїв 6—12; плодолистків mhoio, вільних, з бічними стовпчиками.